# Білославське озеро
Білославське озеро, також озеро Білослав, Гебедженське озеро (болг. Белославско, Гебедженско езеро) — солонувата водойма на захід від міста Варна у Болгіраї. Площа водойми становить від 4 до 10 км², при ширині 0,5-3,5 км. Максимальна глибина становить 14 м. У західній частині до озера вливаються річки Девня і Провадійська. Водойма пов'язана штучно збудованим навігаційним каналом Варна — Девня із Варненським озером. У західній частині водойми, біля міста Девня, розташований західний термінал Порту Варна.

## Історія
До 1974 року водойма існувала як прісноводне озеро. Пізніше було розпочато розширення Порту Варна, заплановано будівництво нового, західного терміналу в акваторії озера Білослав. Для цього був розбудований навігаційний канал, що поєднав Білославське озеро із прилеглим Варненським озером, яке в свою чергу поєднується із Варненською затокою. На даний час вода у водоймі солонувата, солоність становить близько 10 ‰.